# Живот без стида
Живот без стида (шп. Sin vergüenza) колумбијско-америчка је теленовела, продукцијске куће Телемундо, снимана 2007.
У Србији је емитована током 2007. и 2008. на телевизији Авала.

## Синопсис
Ово је прича о љубави, сензуалности, бунтовности и страсти.
Четири пријатељице – Мајте, Рената, Фернанда и Палома – упркос својим разликама, заједно ће проживети љубави и преваре, истине и лажи, као и многобројне авантуре. Без обзира на своје особине и мноштво карактерних разлика, оне су спојене из два разлога: с једне стране због руковођења заједничком радњом која се бави продајом веша, и с друге стране због најискренијег пријатељства које их годинама уназад повезује.
Рената је асистент у утицајној фирми, у вези је са Рајмундом, њеним шефом који је поред тога и ожењен човек.
Палома је домаћица. На први поглед је уравнотежена, али у суштини се често премишља између преферирања Рафаела, свог новог љубавника, и свог забавног бившег мужа Хулијана, оца њених двоје деце.
Мајте је незрела мајка која се свакодневно бори између љубави са Кикеом, мушкарцем доста млађим од ње, и осећања да треба да научи да буде јака мајка с обзиром да јој једанаестогодишњи син има учестале проблеме са здрављем.
Фернанда је стидљива и конзервативна жена према којој, гледано са стране, супруг Естебан, односи као према трофеју заједно и са њихове две кћерке, али у суштини није баш тако. Естебан има проблема са импотенцијом па је њихов сексуални живот сведен на минимум. У једном тренутку се у Фернандин живот, игром случајева, враћа Кристобал, њен пријатељ из средње школе, чија топлина и разумевање у Фернанди буде пожуде, које јој је и самој тешко да прихвати и разуме, те долази до још веће кризе у њеном брачном животу. Њих четири живе живот без стида.

## Улоге
| Глумац:                | Улога:    |
| ---------------------- | --------- |
| Габи Еспино            | Рената    |
| Ивон Монтеро           | Мајте     |
| Маргарита Ортега       | Фернанда  |
| Паола Тојос            | Палома    |
| Хавијер Гомез          | Рајмундо  |
| Салвадор дел Солар     | Хулио     |
| Наталиа Гиралдо        | Тереза    |
| Дијана Кихано          | Меме      |
| Алехандро де ла Мадрид | Рафаел    |
| Луис Ернесто Франко    | Кике      |
| Кристобал Ландер       | Кристобал |
| Алфредо Анерт          | Макс      |
| Хосе Хулијан Гавириа   | Висенте   |
| Хорхе Аравена          | Естебан   |